# شربورن هوبكينز
شربورن هوبكينز (بالإنجليزية: Sherburne Hopkins)‏ هو محامي أمريكي، ولد في 5 أكتوبر 1867 في واشنطن العاصمة في الولايات المتحدة، وتوفي في 23 يونيو 1932.